# La Tambora
La Tambora es el primer disco del músico Jorginho Gularte. Fue publicado en vinilo y casete por el sello Sondor en 1984.

## Estilo musical
Gularte fue influenciado por el movimiento del candombe beat, que había tenido como referentes a Ruben Rada y Eduardo Mateo —el cual grabó voces en «Moreno»—. Para su música tomó esta influencia, pero amplió su horizonte al considerar la música negra en general como vía artística. Un sello propio fue el introducir tambores de candombe en su música, contrariamente a las bandas de candombe beat que habían hecho candombe con tumbadoras. El tema que inicia el disco, «Tambor, Tambora», tal vez haya sido el más recordado de su carrera. Tiene arreglos que incorporan elementos de la salsa y el soul, en tanto la guitarra eléctrica lleva un ritmo funky.

## Lista de canciones
Todas las canciones escritas y compuestas por Jorginho Gularte. 
| Lado A |                   |          |  |
| N.º    | Título            | Duración |  |
| 1.     | «Tambor, Tambora» |          |  |
| 2.     | «Cascatunga»      |          |  |
| 3.     | «Moreno»          |          |  |
| 4.     | «Desalojo»        |          |  |

| Lado B |               |          |  |
| N.º    | Título        | Duración |  |
| 1.     | «Vendaval»    |          |  |
| 2.     | «Underground» |          |  |
| 3.     | «Flecha»      |          |  |
| 4.     | «Fermina»     |          |  |

## Reediciones
- Fue reeditado en CD en 2003 junto con el disco Influencia por el sello Sondor.